# Inka Grings
Inka Grings, född 31 oktober 1978 i Düsseldorf i Västtyskland, är en före detta professionell fotbollsspelare och sedermera tränare. Hon spelade under sin karriär bland annat i den tyska toppklubben FCR 2001 Duisburg och i det tyska landslaget. 

## Meriter

### FCR 2001 Duisburg
- Frauen-Bundesliga: Vinnare (1) 1999/2000, Tvåa (7) 1996/1997, 1998/1999, 2004/2005, 2005/2006, 2006/2007, 2007/2008, 2009/2010
- DFB-Pokal: Vinnare (3) 1997/1998, 2008/2009, 2009/2010, Tvåa (3) 1998/1999, 2002/2003, 2006/2007
- UEFA Women's Cup: Vinnare (1) 2008/2009

### Tyskland
- EM i fotboll: Vinnare (2) 2005, 2009
- Olympiska spelen: Bronsmedalj (1) 2000[1]

### Individuellt
- Årets tyska fotbollsspelare: (3) 1999, 2009, 2010
- Skytteligavinnare i Frauen-Bundesliga: 1998/1999, 1999/2000, 2002/2003, 2007/2008, 2008/2009, 2009/2010
- Skytteligavinnare i EM i fotboll: (2)2005, 2009